# 四川大學附屬實驗小學

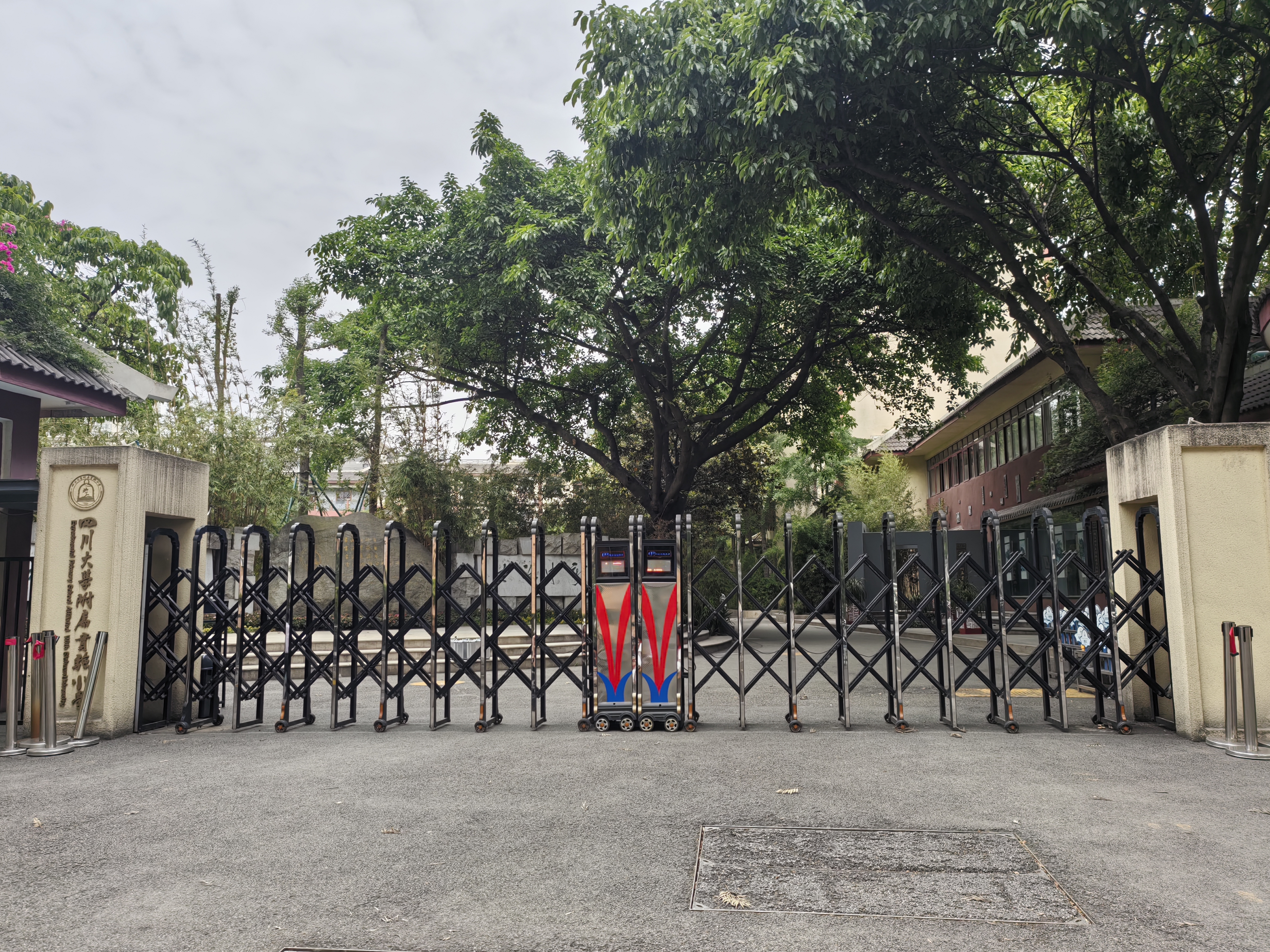
四川大學附屬實驗小學

四川大學附屬實驗小學，簡稱「川大附小」，係一所位於中華人民共和國四川省成都市的小學。該校爲四川大學附屬小學，位於四川大學望江校區內部。該校歷史可追溯到1908年成立的四川通省師範學堂附屬小學。1995年，原勞動路小學与原九眼桥小学合并爲四川聯合大學附屬實驗小學。（四川聯合大學为原四川大學与成都科技大学1994年合并而成，1998年恢复四川大学校名）。2001年，該校改名爲四川大學附屬實驗小學。